# Fumimaro Konoe
Fumimaro Konoe (近衞 文麿 Konoe Fumimaro?, Tóquio, 12 de outubro de 1891 — 16 de dezembro de 1945) foi um político do Japão. Ele ocupou o lugar de primeiro-ministro do Japão de 2 de junho de 1937 a 4 de janeiro de 1939. Após a vitória do aliados na 2ª Guerra Mundial, ele cometeu suicídio.

## Biografia
O príncipe Fumimaro Konoe nasceu no antigo clã Fujiwara e era o herdeiro do principado da Família Konoe, em Tóquio. Esta foi uma família de grande prestígio, tão elevada que os mais velhos e mais poderosos nobres dirigiam-se ao jovem estudante como "Vossa Excelência" quando o conheciam. O príncipe recebeu uma ampla educação, aprendendo alemão e inglês. Foi especialmente instruído por escritos socialistas.
O pai de Konoe, Atsumaro, tinha sido politicamente ativo, por ter organizado a Sociedade Anti-Rússia em 1903. Atsumaro tinha sido considerado um potencial candidato a primeiro-ministro, mas morreu em 1904. Konoe saiu com o título de príncipe, uma posição social alta, mas sem muito dinheiro, e com bastante espaço para um tutor. Saionji Kinmochi que foi seu mentor. Mesmo assim, Konoe nunca abraçou totalmente as atitudes pró-ocidentais de seu mentor.

## Viagem aVersalhes
O Príncipe Konoe foi convencido por Saionji para incluí-lo na delegação japonesa para a Conferência de Paz de Paris em 1919. Ele conseguiu um considerável público em 1918, quando publicou, com antecedência de Versalhes, um ensaio intitulado "Rejeitam a Paz do Anglo-Americano-Centrado". Ele escrevera com aprovação dos ideais da Democracia e Humanitarismo, e sua expectativa foi de que esses valores viriam a permear a sociedade japonesa. No entanto, ele criticou os líderes japoneses que pareciam encantados com os britânicos e americanos, e que falou em favor de Woodrow Wilson. Os Catorze Pontos e a Liga das Nações. Os japoneses devem perceber que estes países utilizaram o idealismo como "uma máscara para o seu próprio auto interesse".
"A paz que os líderes Anglo-americanos estão pedindo de nós equivale a mais do que manter um Status quo que se adapta aos seus interesses. A verdadeira natureza do atual conflito Primeira Guerra Mundial é uma luta entre os poderes estabelecidos e não estabelecidos. Na fase inicial, a Grã-Bretanha e França colonizou os "menos civilizados" das regiões do mundo, e monopolizou a sua exploração. Como resultado, a Alemanha e todas as nações late-vindo, também, ficaram sem terras para se expandir."
Ele afirmou que a proposta da Liga das Nações foi concebida para consolidar a hegemonia das nações vitoriosas. Isto poderia significar que os retardatários, como o Japão, seria congelados de oportunidades econômicas e políticas. A próxima conferência de paz deve romper o domínio das políticas econômicas imperialistas, ou então a Liga e as suas reduções aplicadas relegaria o Japão a inferioridade permanente.
"Se prevalecer a sua política, o Japão, que é pequeno, com poucos recursos, e incapaz de consumir todos seus produtos industriais, não teria nenhum recurso, mas para destruir o Status quo em prol da Auto preservação, assim como na Alemanha. Devemos exigir que todos os poderes abram as portas de suas colônias para os outros, de modo que todas as nações têm igual acesso aos mercados e recursos naturais das áreas coloniais. É também e imperativo que o Japão insista na erradicação da discriminação racial."
Aparentemente, Saionji não tinha visto o artigo, ou não tinham tomado a sério. No entanto, quando o jornalista anti-japonês e norte-americano Franklin Thomas Fairfax Millard tinha traduzido, ele escreveu uma refutação em seu diário.

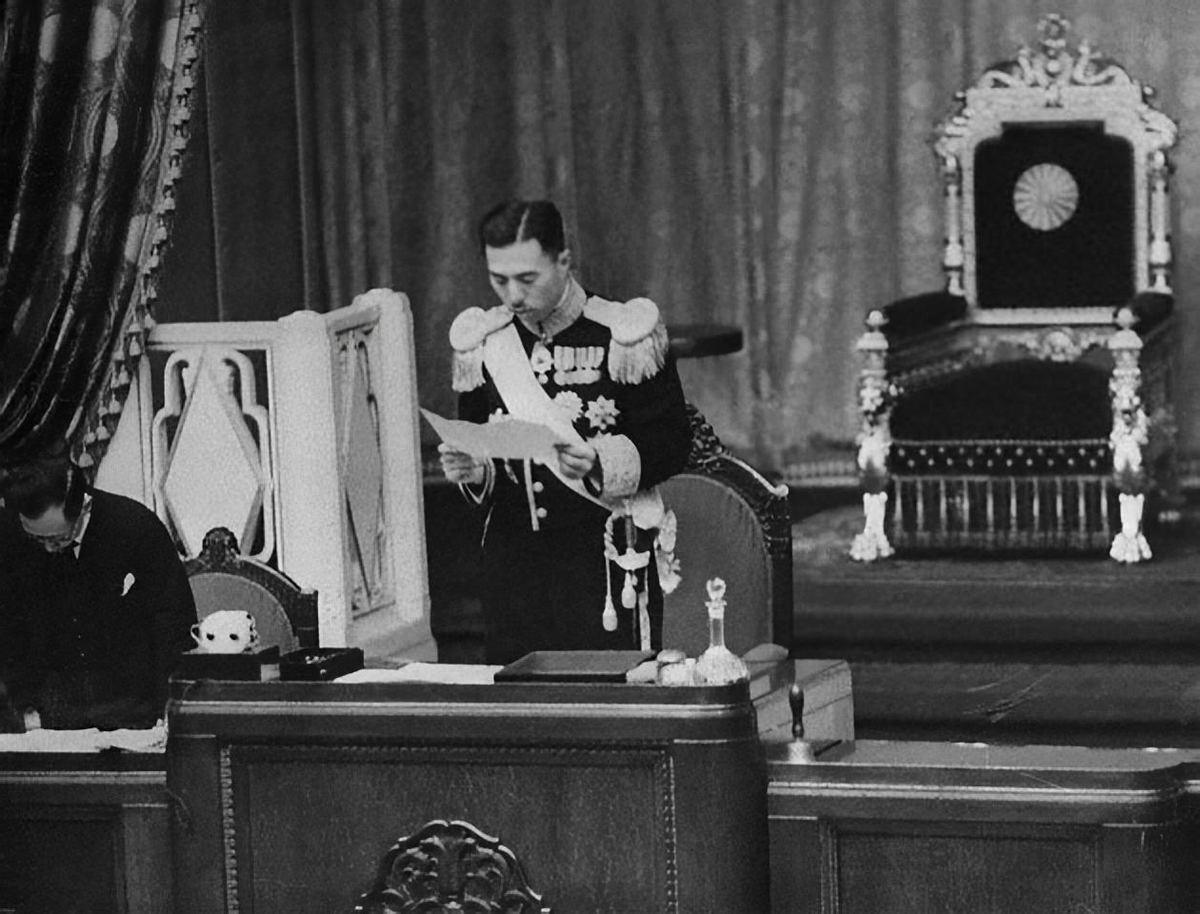
Konoe, em 1936, no Parlamento.

Uma vez que a conferência foi concluída, Konoe deixou a delegação e visitou a França e a Alemanha, em seguida, foi à Inglaterra e Estados Unidos. Ele escreveu um ensaio sobre a conferência, concluindo que os poderosos tinham ganhado para fora. Ele ressaltou a recusa a adotar a cláusula de igualdade racial, proposta por um país fraco, mas a adoção da conferência, de uma cláusula que os EUA exigiram que consagrou a Doutrina Monroe. Mesmo assim, ele deu crédito a Wilson por tentar criar algo novo e progressista, e observou que o tempo iria dizer se os ideais da Liga iria fazer a diferença.
Ele como um viajante era muito tomado com a sociedade ocidental. Ele gostou da informalidade dos costumes, da comida, mesmo o fato de que um japonês não tem que usar um quimono para um jantar formal e poderia deixar os sapatos todos os dias. Ele pensou que os costumes da aristocracia britânica eram muito democráticos, em comparação com a nobreza japonesa, onde tudo "[...] é obrigado, por tradição, imperfeição e artificialidade. Eu acho que eles os nobres necessitam de reforma de cima para baixo".
Ele ganhou a atenção pública favorável, apoiando um projeto de lei do sufrágio universal masculino em 1925, apesar das reservas dos seus nobres companheiros. Mesmo que Saionji considerando-o ousado e "mal informado", Konoe foi considerado  protegido por todas as partes, incluindo-se Saionji. Apesar de sua franqueza, o príncipe Konoe estava destinado a alcançar as alturas da vida política no Japão. Seu título deu-lhe um assento na Câmara Alta da Dieta, e em 1933, ele foi eleito presidente da Câmara dos Pares do Japão.
Ele passou a servir três vezes como primeiro-ministro japonês.

## Primeiro-Ministro e da guerra com a China
Em junho de 1937, o príncipe Konoe Fumimaro tornou-se primeiro-ministro do Japão. Saionji tinha o recomendado ao Imperador Hirohito, apesar de suas hesitações, porque sentiu que o príncipe pode ser capaz de manter o Exército Imperial Japonês em verificar e salvaguardar a posição do imperador. Um mês depois que ele entrou em funções, as tropas japonesas entraram em choque com tropas chinesas perto de Pequim, em Marco Polo Bridge. O Exército de Kwantung e seus aliados da pátria viu isso como uma oportunidade a aproveitar para invadir o norte da China. Ele cedeu à pressão e despachou três divisões de tropas, advertindo que os militares não se esqueçam da escalada do conflito. O Exército não tinha essa intenção, no entanto, e dentro de três semanas, lançou um ataque geral.
Como primeiro-ministro começou a perceber sua complicada situação. Por mais que desejasse conter o conflito, chegou a considerar até mesmo a diplomacia pessoal com o líder chinês Chiang Kai-shek. Em agosto, soldados chineses assassinaram dois fuzileiros navais japoneses em Xangai. Em acordo com o Ministro do Exército, o general Hajime Sugiyama, enviou duas divisões para defender a honra japonesa. Seu gabinete, em seguida, emitiu uma declaração, acusando os nacionalistas e comunistas chineses de serem "cada vez mais provocadores", comportamento inadmissível para o Japão. A declaração terminou:
Nesta matéria, os chineses têm desprezado e infligido todo tipo de afronta terrível sobre o Japão Imperial. O Império do Japão tem finalmente esgotado a sua paciência e agora é obrigado a tomar medidas decisivas para punir o exército chinês atroz e trazer sentido dos incidentes ou governo de Nanquim para a grande escalada da guerra contra a China.
Colegas de Gabinete descreveram-o como extremamente passivo durante as suas discussões de como responder aos chineses. O biógrafo de Konoe sugere que o assunto seria revisto com o pouco controle que tinha sobre os militares e, como entre as fações militares se formaram. Um membro confidenciou a seu diário, citando Konoe, "Agora o governo civil é fraco demais para fazer qualquer coisa. Pior, o militar está tão dividido que não sabemos com que lidar...".
Em outubro de 1937, para assegurar um controle central das forças armadas, o imperador Hirohito criou o Quartel-General Imperial, uma estrutura completamente autônoma do governo. Assim, mesmo o comando supremo do exército tinha o direito de tomar medidas e informar o primeiro-ministro depois.
Em dezembro o Quartel-General Imperial ordenou o exército a conduzir em direção a Nanquim, a capital chinesa. Nanquim foi capturada dentro de poucas semanas, após o qual o Exército cometeu o infame Massacre de Nanquim. Tais movimentos agressivos foram recebidos por um público exuberante exultante e da imprensa, inspirado em parte pelo Movimento de Mobilização Nacional Espiritual, como o Exército parecia invencível.
O biógrafo de Konoe relatou que a apreensão da capital de Chiang deixou "toda a nação ... alegre da vitória." Este foi o ápice do sucesso militar japonês na China, e as propostas de paz do governo de Chiang foram devidamente ambiciosas:
- A China iria reconhecer o regime fantoche japonês de Manores",chukuo.
- Chiang deixaria de colaborar com as forças comunistas, e juntar-se-ia ao Japão no combate ao comunismo.
- A China concorda com a ocupação japonesa continua em algumas áreas críticas.
- A China permitiria que o governo local no norte da China posa facilitar a "Esfera de coprosperidade" entre o Japão, Manchukuo e China.
- A China pagaria reparações.

A lista de exigências girava essencialmente em torno da aceitação, por parte de Chiang, do amplo envolvimento do Japão na Ásia continental, além da imposição de um regime fantoche em qualquer área sob influência japonesa. Chiang recusou.
Frustrado, o governo de Konoe anunciou, em janeiro de 1938, que não negociaria mais com Chiang e que aguardaria o surgimento de um novo regime. Mais tarde, ao ser questionado sobre essa posição, Konoe esclareceu que não se tratava apenas de não reconhecer o governo de Chiang, mas de rejeitá-lo completamente e até erradicá-lo. Entretanto, Konoe e os militares empurraram a Lei de Mobilização Nacional (国家 総 动员 法 | Kokka Sōdōin Ho) através do parlamento. Isso permitiu ao governo central controle sobre todos os recursos humanos e materiais, e ignorar a dieta em tempos de guerra.
As vitórias do Exército continuaram: Hsuchow, Hankow, Cantão, Wuchang, Hanyang - mas os chineses continuaram a lutar. Konoe não foi o único a ser frustrado, o Exército queria uma solução para que possa transferir mais tropas para o norte a fim de estar preparado para o combate com a União Soviética. Foram feitas tentativas para estabelecer um fantoche no governo chinês, sob o Nacionalista desertor Wang Ching-wei, mas isso também não foi bem sucedido. Konoe, afirmando que ele estava cansado de ser um "robô" para os militares, renunciou em janeiro de 1939, e foi nomeado presidente do Conselho Privado. Kiichiro Hiranuma sucedeu como primeiro-ministro.
Konoe também foi desanimado por não ter conseguido negociar um fim para o conflito na China, depois de ter quebrado o Tratado de Mediação com Chiang. Esta ação também foi de grande importância para o Partido Comunista da China, como tem sido argumentado para que, após o fracasso do Nanjing e o Massacre de Chiang com Tratado de Mediação levou à perceção de que todo o Kuomintang era fraco.

## Konoe segundo mandato, a política externa
A ocupação alemã dos Países Baixos e da França, em maio-junho 1940 alterou a situação para o governo japonês. O Exército foi contra a política do primeiro-ministro Mitsumasa Yonai, que trabalhou contra uma aliança com o governo alemão e exigiu restituição de Konoe como primeiro-ministro. Em 23 de junho, Konoe renunciou a sua posição como presidente do Conselho Privado.
Contra os conselhos de seus aliados políticos, e as dúvidas do Imperador, Konoe nomeou Yosuke Matsuoka como seu ministro das Relações Exteriores. Matsuoka estava em bons termos com o Exército de fato, ele havia sido recomendado pelo Exército. Ele também era popular com o público japonês, que se estabeleceu como o homem que levou o Japão com raiva para fora da Liga em 1933. Matsuoka foi descrito como inventivo, eloquente, teimoso, e rápido para a raiva. Konoe sabia que não era a aquisição de um membro do gabinete manso, mas que esperava que Matsuoka seria capaz de navegar nas águas profundamente complexas internacionais do Japão com vantagem.
Konoe e Matsuoka baseou sua política externa em um documento que tinha sido elaborado pelo Exército. Os teóricos do Exército viu o Japão em pé à beira de um novo mundo. Para garantir seu lugar, é preciso criar uma Nova Ordem na Grande Ásia Oriental, com base no alinhamento adequado da China-Japão-Manchukuo. o "Esfera de Coprosperidade da Grande Ásia Oriental ", Matsuoka anunciou publicamente que esta deve incluir também Indochina (nominalmente francês) e as Índias Orientais (nominalmente holandês). Dentro do governo, foi acordado que o Japão iria tentar garantir a sua posição na China, apaziguar o conflito com a União Soviética, as tropas em movimento na Indochina, e se preparar para uma resposta militar da Grã-Bretanha e, possivelmente, dos Estados Unidos.
Com a queda do governo francês, e a criação do regime de Vichy, a Indochina Francesa ficou completamente vulnerável. Em setembro de 1940, o Japão empurrou as autoridades locais para permitir  estacionamento  de tropas em seu território. Enquanto isso, Hitler tinha decidido que a mais sólida aliança com o Japão iria garantir um potencial aliado contra a União Soviética. Ele também esperava que isso iria aumentar a ansiedade dos Estados Unidos sobre o seu flanco no Pacífico, e interromper a crescente aliança Anglo-americana, que era predominantemente centrado na Europa. Esta encaixou muito bem com os planos de Matsuoka, e em 27 de setembro de 1940, o Pacto Tripartite foi assinado. Japão, Alemanha e Itália estavam agora aliados. Cada um se comprometeu a reconhecer a esfera de influência do outro. Cada um se comprometeu a vir de cada um auxílio se um novo pais (presumivelmente os E.U.A) entrarem na briga. Cada um concordou que o pacto de não alterar as atuais relações com a União Soviética. De fato, a Alemanha assegurou que o Japão contribuiria em mediar um acordo de neutralidade com os russos, algo que Matsuoka  procurava.
Os alemães seguiram através de sua promessa. Em outubro, Ribbentrop propôs a Stalin a ideia de uma conferência para chegar a um entendimento completo sobre esferas de influência. O ministro do Exterior alemão sugeriu que o chanceler Molotov viesse a Berlim para começar as negociações. Molotov devidamente chegou em novembro. Acreditando que Hitler precisava da neutralidade da Rússia, a fim de derrotar a Grã-Bretanha, Stalin preparou um forte conjunto de exigências iniciais, que Hitler não tinha intenção de aceitar. Hitler decidiu não responder e, em vez instruiu seus militares para começar a planear um ataque à União Soviética.
Matsuoka tentou assegurar a posição do Japão com um novo acordo. Em sua viagem de volta através da Rússia, em Moscou, ele parou e negociou um acordo de neutralidade com Molotov e Stalin. O Japão concordou em ceder os direitos de extração mineral na metade norte de Sacalina, mas caso contrário não fazia concessões. Para o Japão, o pacto tornou menos provável que os E.U.A e Rússia fossem contra eles. Stalin, sentindo que tinha reduzido a perspectiva de um ataque combinado do Eixo, ficou tão satisfeito que ele veio pessoalmente à Chancelaria para ver Matsuoka. Em uma das grandes ironias da guerra, este acordo de neutralidade foi homenageado pelos dois lados, por diferentes razões, até 1945.